# Olympische Sommerspiele 2012/Leichtathletik – 400 m Hürden (Frauen)

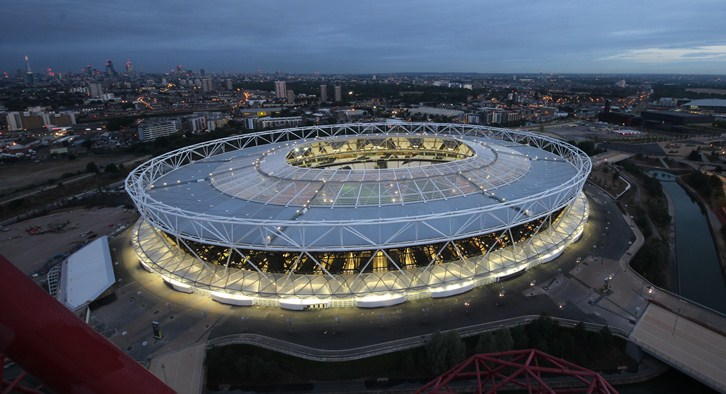
Das Olympiastadion von London im Jahr 2015

Der 400-Meter-Hürdenlauf der Frauen bei den Olympischen Spielen 2012 in London wurde am 5., 6. und 8. August 2012 im Olympiastadion London ausgetragen. 43 Athletinnen nahmen teil.
Die Russin Natalja Antjuch gewann das Rennen, aber wurde durch den Mclaren-Report des Dopings überführt und 10 Jahre später wurde ihre Goldmedaille aberkannt. Somit wurde die US-Amerikanerin Lashinda Demus Olympiasiegerin, die Silbermedaille ging an die Tschechin Zuzana Hejnová und die Bronzemedaille an die Jamaikanerin Kaliese Spencer.
Athletinnen aus Deutschland, der Schweiz, Österreich und Liechtenstein nahmen nicht teil.

## Aktuelle Titelträgerinnen
| Olympiasiegerin                      | Melaine Walker ( Jamaika)       | 52,64 s | Peking 2008       |
| Weltmeisterin                        | Lashinda Demus ( USA)           | 52,47 s | Daegu 2011        |
| Europameisterin                      | Denisa Rosolová ( Tschechien)   | 54,24 s | Helsinki 2012     |
| Zentralamerika und Karibik-Meisterin | Andrea Sutherland ( Jamaika)    | 56,75 s | Mayagüez 2011     |
| Südamerika-Meisterin                 | Jaílma de Lima ( Brasilien)     | 57,13 s | Buenos Aires 2011 |
| Asienmeisterin                       | Satomi Kubokura ( Japan)        | 56,52 s | Kōbe 2011         |
| Afrikameisterin                      | Muizat Ajoke Odumosu ( Nigeria) | 54,99 s | Porto-Novo 2012   |
| Ozeanienmeisterin                    | Zoe Ballantyne ( Neuseeland)    | 61,63 s | Cairns 2012       |

## Rekorde

### Bestehende Rekorde
| Weltrekord         | Julija Petschonkina ( Russland) | 52,34 s | Tula, Russland                        | 8. August 2003  |
| Olympischer Rekord | Melaine Walker ( Jamaika)       | 52,64 s | Finale OS Peking, Volksrepublik China | 20. August 2008 |

Der bestehende olympische Rekord wurde bei diesen Spielen nicht erreicht. Die schnellste Zeit lief die russische Olympiasiegerin Natalja Antjuch im Finale am 8. August mit 52,70 s. Damit verfehlte sie den Rekord nur um sechs Hundertstelsekunden. Zum Weltrekord fehlten ihr 36 Hundertstelsekunden.

### Rekordverbesserungen
Es wurden drei neue Landesrekorde aufgestellt:
- 55,22 s – Vera Barbosa (Portugal), dritter Vorlauf am 5. August
- 57,04 s – Déborah Rodríguez (Uruguay), fünfter Vorlauf am 5. August
- 54,40 s – Muizat Ajoke Odumosu (Nigeria), drittes Halbfinale am 6. August

Anmerkung:
Alle Zeiten in diesem Beitrag sind nach Ortszeit London (UTC±0) angegeben.

## Doping
Dieser Wettbewerb war durch drei Dopingfälle belastet:
- Die im Vorlauf ausgeschiedene Syrerin Ghofrane Mohamed (oft auch als Ghfran Almouhamad benannt) wurde nach ihrem Rennen positiv auf Methylhexanamin getestet mit der Folge einer sechsmonatigen Sperre sowie der Aberkennung ihres hier erzielten Resultats.[3]
- Der im Halbfinale ausgeschiedenen Ukrainerin Hanna Titimez wurde der Einsatz verbotener Mittel nach Auswertung ihres Biologischen Passes nachgewiesen. Ihre vom 26. Juni 2012 bis 26. Juni 2014 erzielten Resultate wurden annulliert und sie erhielt ein zweijährige Sperre, die am 3. April 2017 begann.[4]
- Die Russin Irina Dawydowa war ebenfalls im Halbfinale ausgeschieden. Bei neuen Auswertungen von Nachtests ihrer Dopingproben wurde auch ihr der Einsatz verbotener Mittel nachgewiesen. Ihre vom 20. Juni 2012 bis 30. Juni 2015 erzielten Resultate wurden annulliert und sie erhielt darüber hinaus ein zweijährige Sperre beginnend mit dem 17. Januar 2022.[5]

Benachteiligt wurden zwei Athletinnen, denen der Start in der jeweils nächsten Runde genommen wurde:
- Angela Moroșanu, Rumänien – Sie wäre als Vierte des vierten Vorlaufs im Halbfinale startberechtigt gewesen.
- Huang Xiaoxiao, Volksrepublik China – Sie wäre über ihre Zeit von 56,29 s im fünften Vorlauf für das Halbfinale qualifiziert gewesen.

## Vorläufe
Es wurden fünf Vorläufe durchgeführt. Für das Halbfinale qualifizierten sich pro Lauf die ersten vier Athletinnen (hellblau unterlegt). Darüber hinaus kamen die vier Zeitschnellsten, die sogenannten Lucky Loser (hellgrün unterlegt), weiter.

### Vorlauf 1

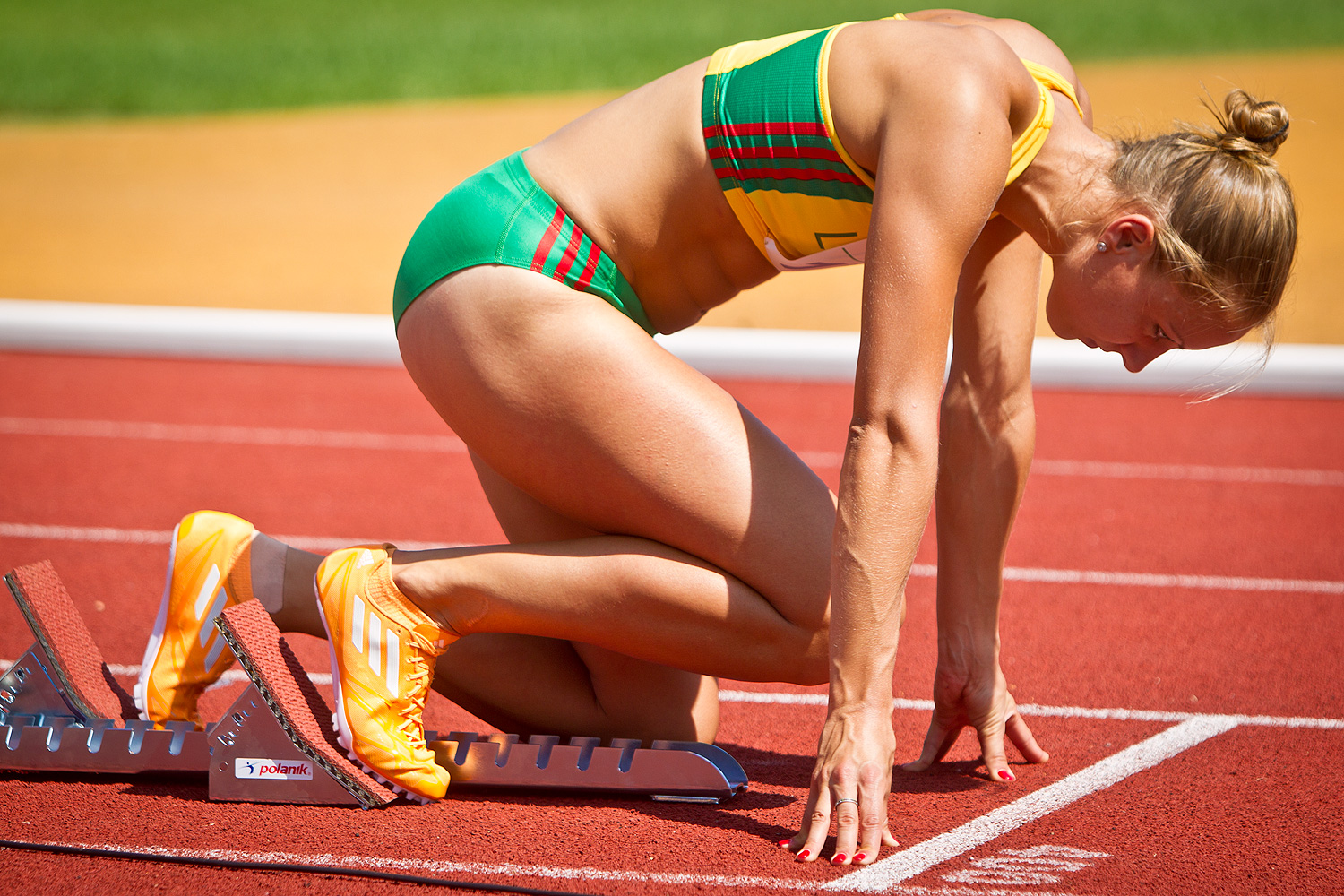
Eglė Staišiūnaitė – ausgeschieden als Fünfte des ersten Vorlaufs
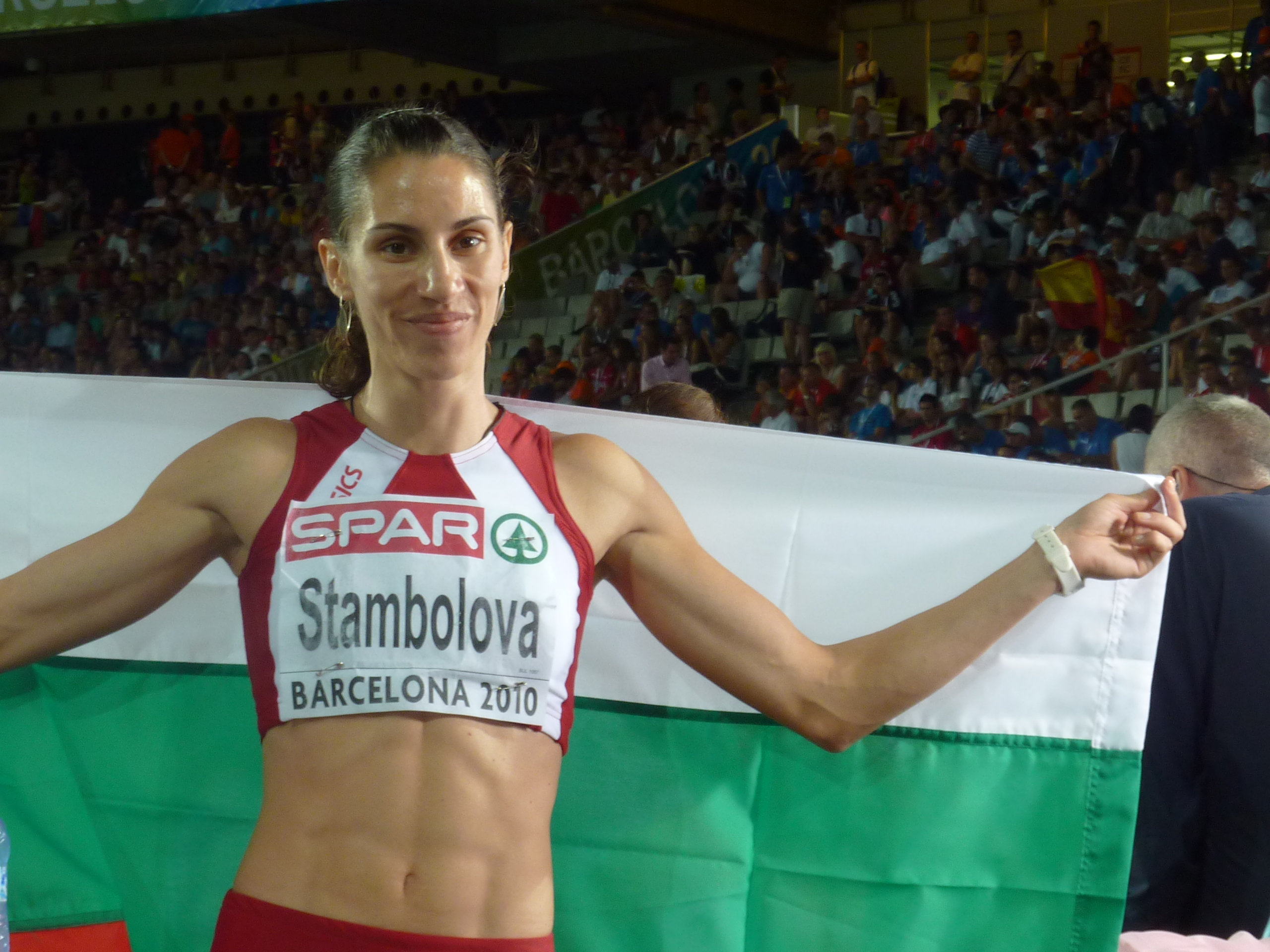
Wanja Stambolowa – im ersten Vorlauf nicht im Ziel

5. August 2012, 19:00 Uhr
| Platz | Name              | Nation         | Zeit (s) |
| ----- | ----------------- | -------------- | -------- |
| 1     | Zuzana Hejnová    | Tschechien     | 53,96    |
| 2     | T'erea Brown      | USA            | 54,72    |
| 3     | Eilidh Child      | Großbritannien | 56,14    |
| 4     | Sarah Wells       | Kanada         | 56,47    |
| 5     | Eglė Staišiūnaitė | Litauen        | 57,79    |
| 6     | Tatjana Asarowa   | Kasachstan     | 58,53    |
| 7     | Maureen Mayo      | Kenia          | 62,16    |
| DNF   | Wanja Stambolowa  | Bulgarien      |          |

### Vorlauf 2
5. August 2012, 19,08 Uhr
| Platz | Name                  | Nation     | Zeit (s) | Anmerkung |
| ----- | --------------------- | ---------- | -------- | --------- |
| 1     | Natalja Antjuch       | Russland   | 53,90    |           |
| 2     | Kaliese Spencer       | Jamaika    | 54,02    |           |
| 3     | Muizat Ajoke Odumosu  | Nigeria    | 54,93    |           |
| 4     | Anna Jesień           | Polen      | 55,44    |           |
| 5     | Lauren Boden          | Australien | 56,27    |           |
| 6     | Raasin McIntosh       | Liberia    | 57,39    |           |
| 7     | Natalya Asanova       | Usbekistan | 58,05    |           |
| 8     | Noraseela Mohd Khalid | Malaysia   | 60,16    |           |
| DOP   | Ghofrane Mohamed      | Syrien     | 58,09    | [ 3 ]     |

### Vorlauf 3
5. August 2012, 19:16 Uhr
| Platz | Name                | Nation     | Zeit (s) | Anmerkung                     |
| ----- | ------------------- | ---------- | -------- | ----------------------------- |
| 1     | Lashinda Demus      | USA        | 54,60    |                               |
| 2     | Vera Barbosa        | Portugal   | 55,22    | NR                            |
| 3     | Jelena Tschurakowa  | Russland   | 55,26    |                               |
| 4     | Denisa Rosolová     | Tschechien | 55,42    |                               |
| 5     | Sara Slott Petersen | Dänemark   | 56,01    |                               |
| 6     | Lucy Jaramillo      | Ecuador    | 57,74    |                               |
| 7     | Princesa Oliveros   | Kolumbien  | 58,95    |                               |
| DOP   | Hanna Titimez       | Ukraine    | 55,08    | für das Halbfinale zugelassen |

### Vorlauf 4

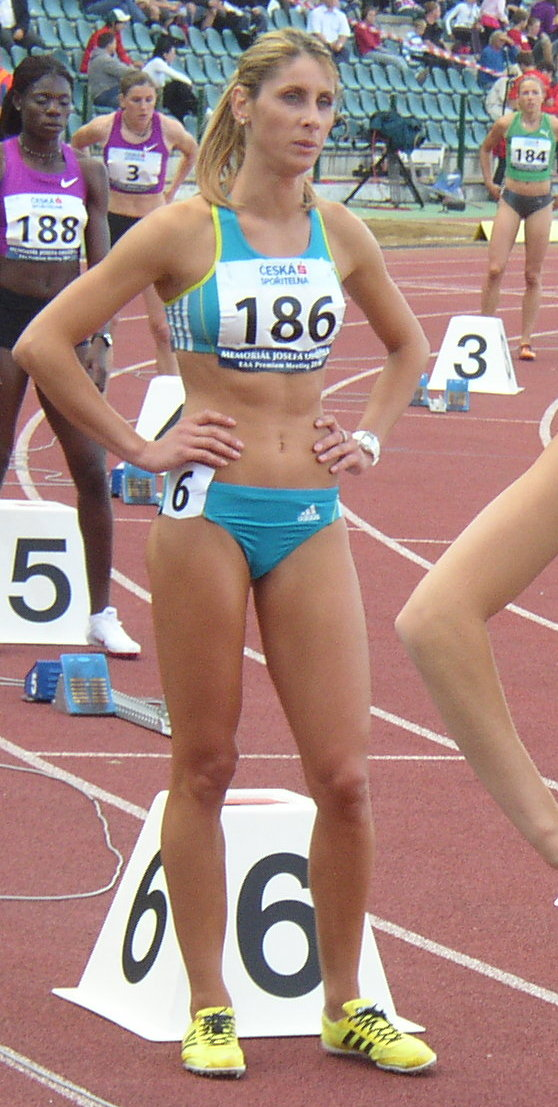
Angela Moroșanu – als Vierte des vierten Vorlaufs nur ausgeschieden, weil eine gedopte Läuferin vor ihr lag
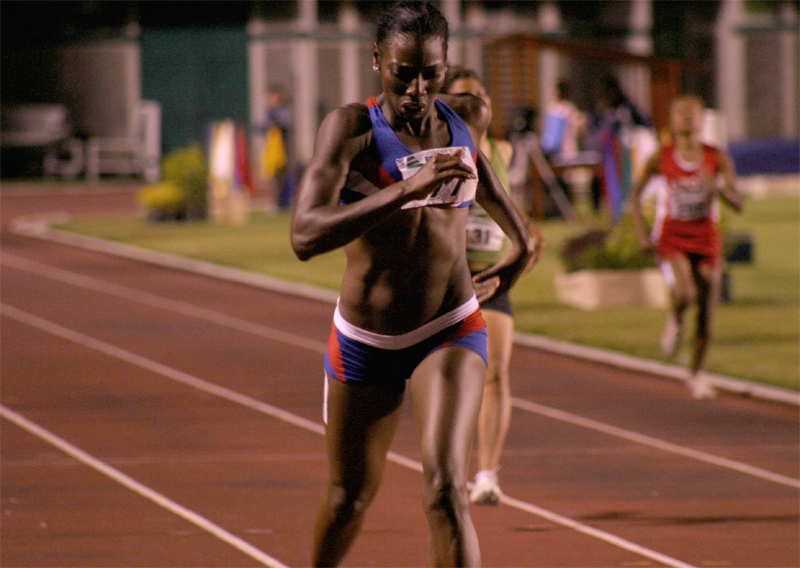
Sharolyn Scott – ausgeschieden als Fünfte des vierten Vorlaufs

5. August 2012, 19:24 Uhr
| Platz | Name             | Nation              | Zeit (s) | Anmerkung                                         |
| ----- | ---------------- | ------------------- | -------- | ------------------------------------------------- |
| 1     | Georganne Moline | USA                 | 54,31    |                                                   |
| 2     | Nickiesha Wilson | Jamaika             | 55,53    |                                                   |
| 3     | Élodie Ouédraogo | Belgien             | 55,89    |                                                   |
| 4     | Angela Moroșanu  | Rumänien            | 56,64    | eigentlich für das Halbfinale qualifiziert        |
| 5     | Sharolyn Scott   | Costa Rica          | 57,03    |                                                   |
| 6     | Janeil Bellille  | Trinidad und Tobago | 57,27    |                                                   |
| 7     | Nikolina Horvat  | Kroatien            | 58,49    |                                                   |
| DSQ   | Nagihan Karadere | Türkei              |          | Weltleichtathletikverband Regel 162.7 – Fehlstart |
| DOP   | Irina Dawydowa   | Russland            | 55,55    | für das Halbfinale zugelassen                     |

### Vorlauf 5
5. August 2012, 19:32 Uhr
| Platz | Name                 | Nation              | Zeit (s) | Anmerkung                                  |
| ----- | -------------------- | ------------------- | -------- | ------------------------------------------ |
| 1     | Perri Shakes-Drayton | Großbritannien      | 54,62    |                                            |
| 2     | Melaine Walker       | Jamaika             | 54,78    |                                            |
| 3     | Anna Jaroschtschuk   | Ukraine             | 54,81    |                                            |
| 4     | Hayat Lambarki       | Marokko             | 55,58    |                                            |
| 5     | Satomi Kubokura      | Japan               | 55,85    |                                            |
| 6     | Huang Xiaoxiao       | Volksrepublik China | 56,29    | eigentlich für das Halbfinale qualifiziert |
| 7     | Déborah Rodríguez    | Uruguay             | 57,04    | NR                                         |
| 8     | Jaílma de Lima       | Brasilien           | 57,05    |                                            |
| 9     | Christine Merrill    | Sri Lanka           | 57,15    |                                            |

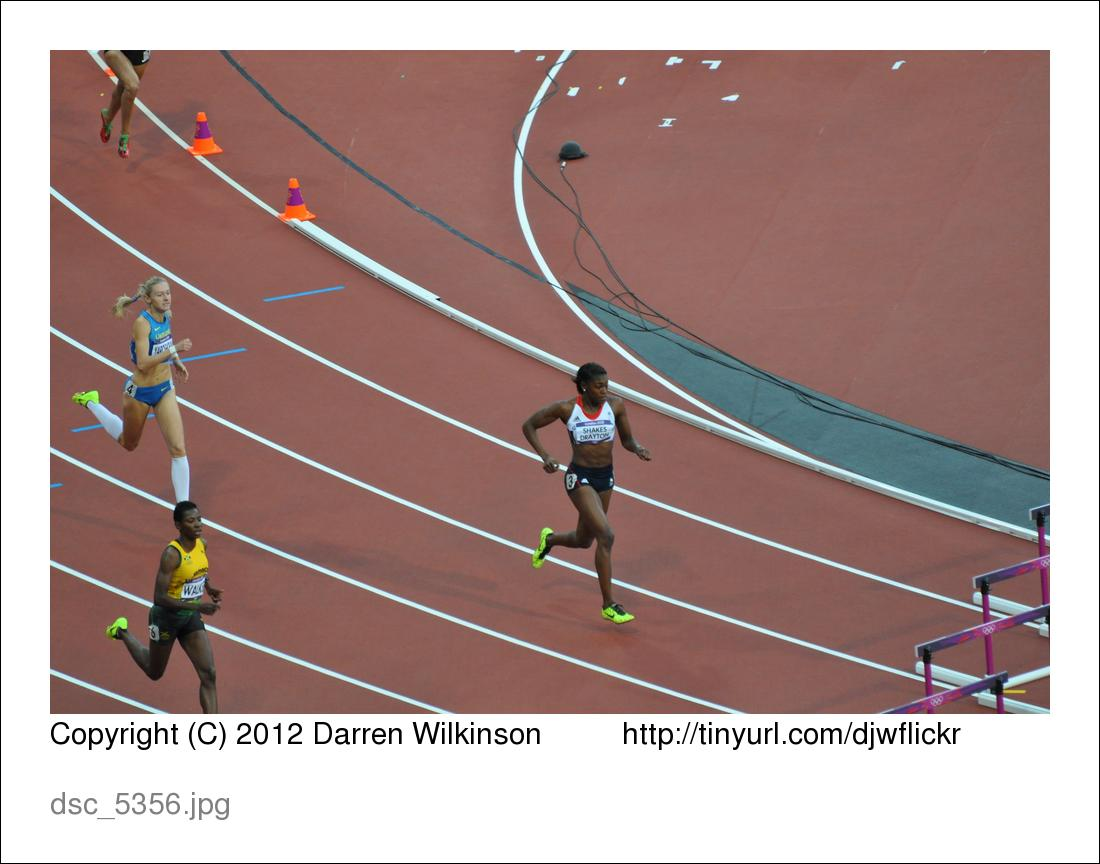
Szene aus dem fünften Vorlauf:
Melaine Walker (vorne, gelbes Trikot), Perri Shakes-Drayton (darüber), Hanna Jaroschtschuk (links), Jaílma de Lima (am oberen linken Bildrand)

Im fünften Vorlauf ausgeschiedene Hürdensläuferinnen:

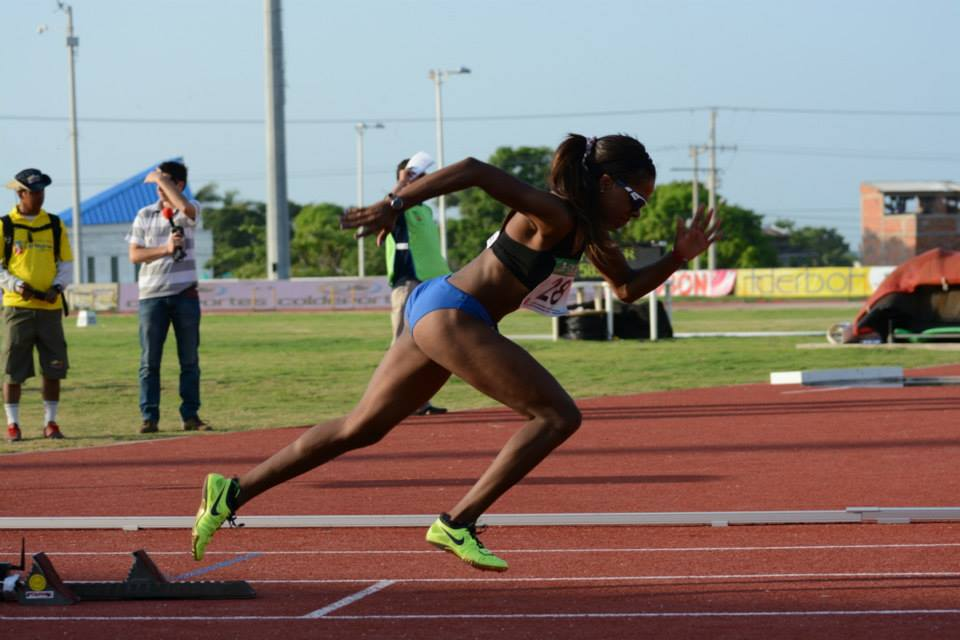
Déborah Rodríguez – Rang sieben
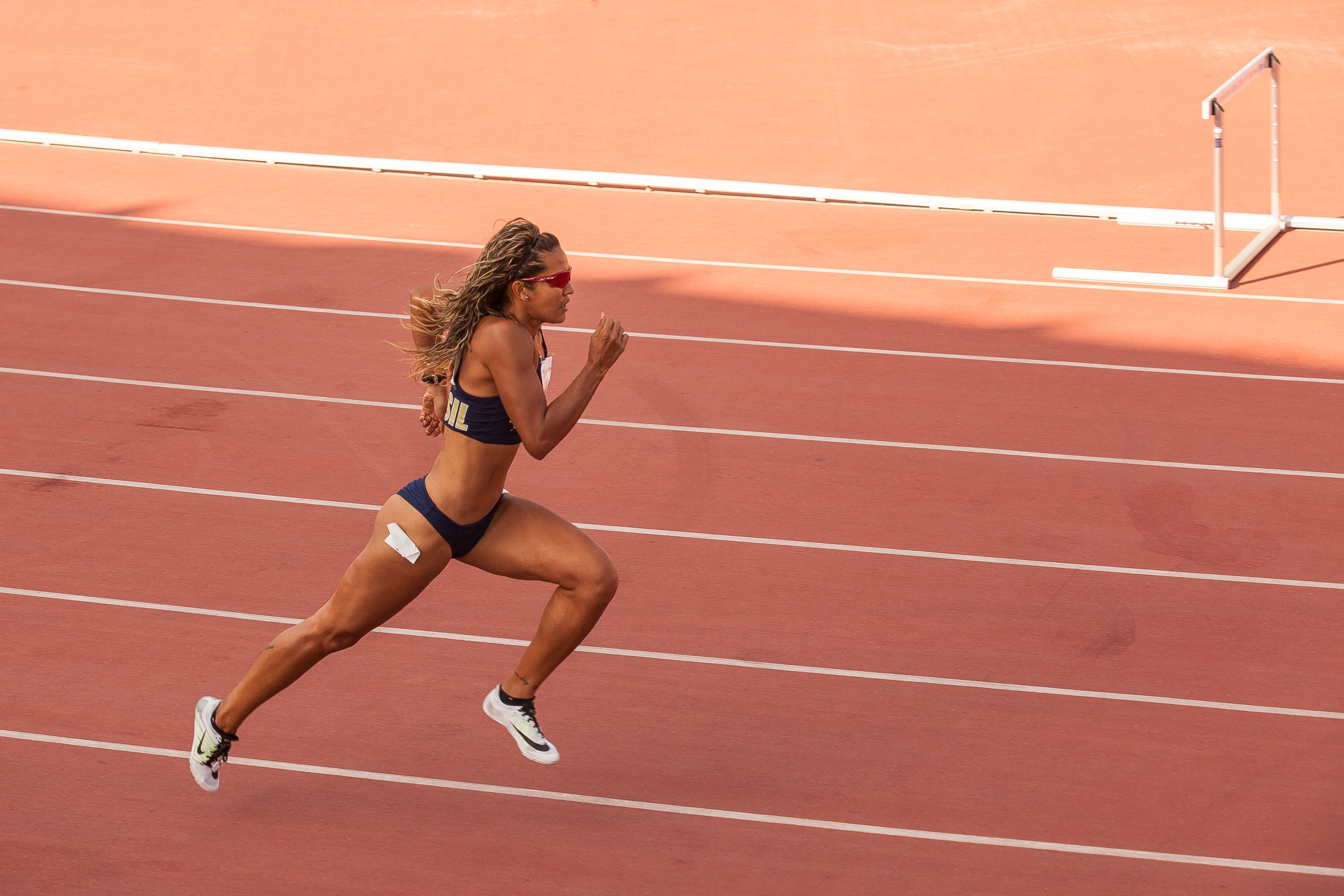
Jaílma de Lima – Rang acht
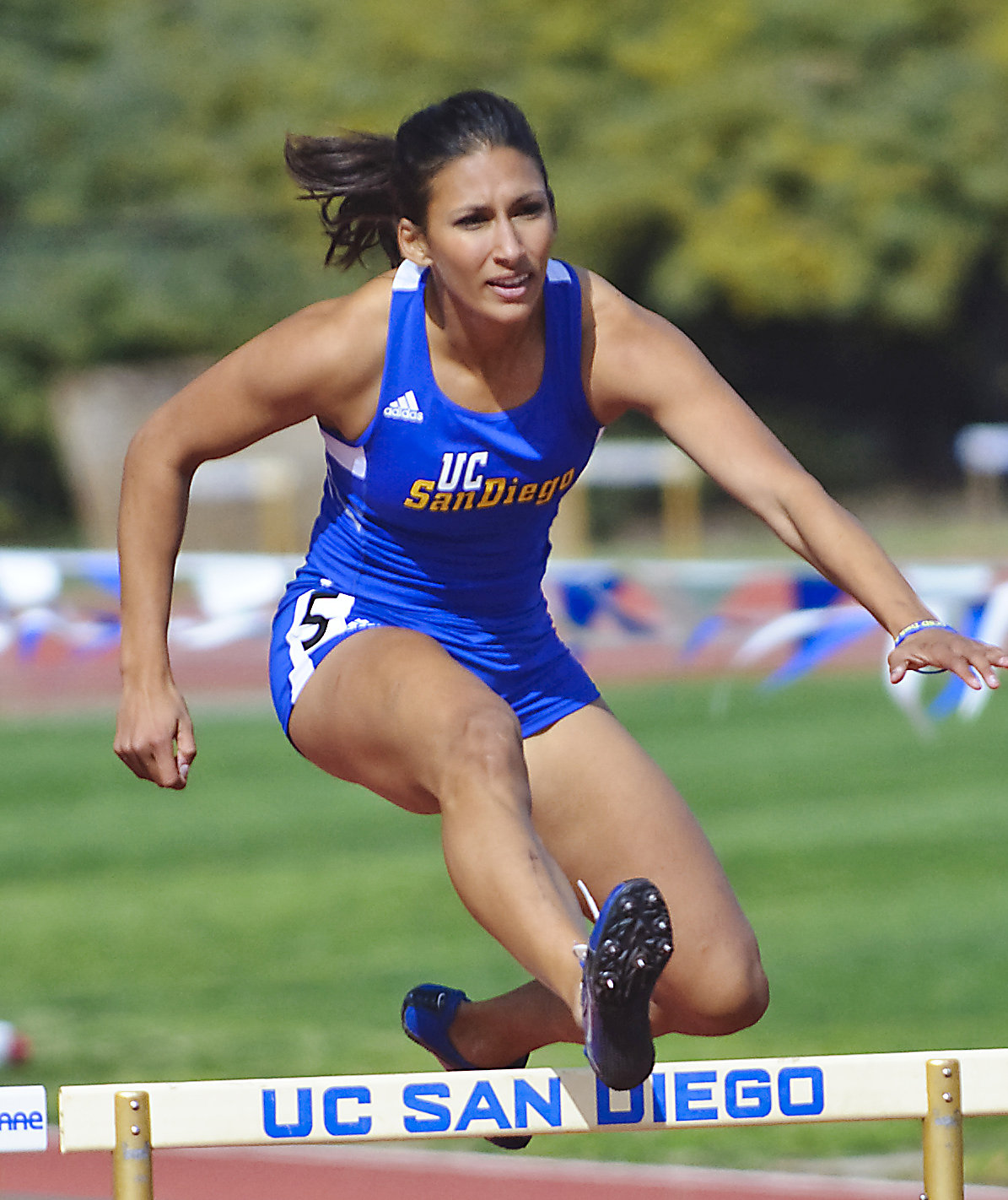
Christine Merrill – Rang neun

## Halbfinale
In den drei Halbfinalläufen qualifizierten sich pro Lauf die ersten zwei Athletinnen (hellblau unterlegt) für das Finale. Darüber hinaus kamen die zwei Zeitschnellsten, die sogenannten Lucky Loser (hellgrün unterlegt), weiter.

### Lauf 1

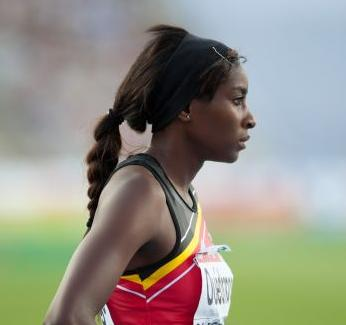
Elodie Ouédraogo – ausgeschieden als Vierte des ersten Halbfinals
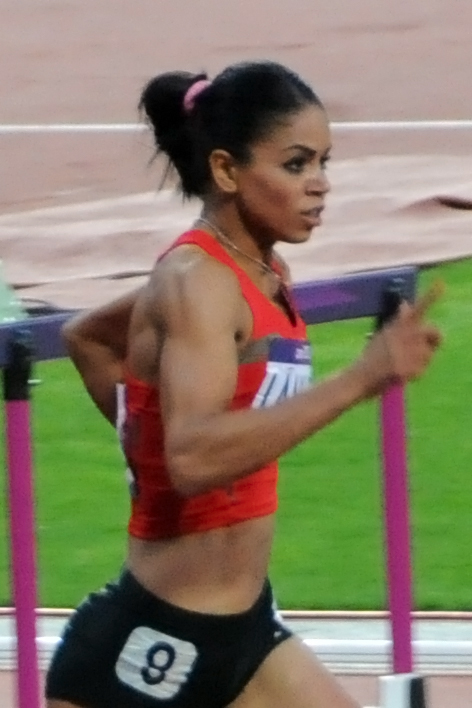
Hayat Lambarki – ausgeschieden als Sechste des ersten Halbfinals
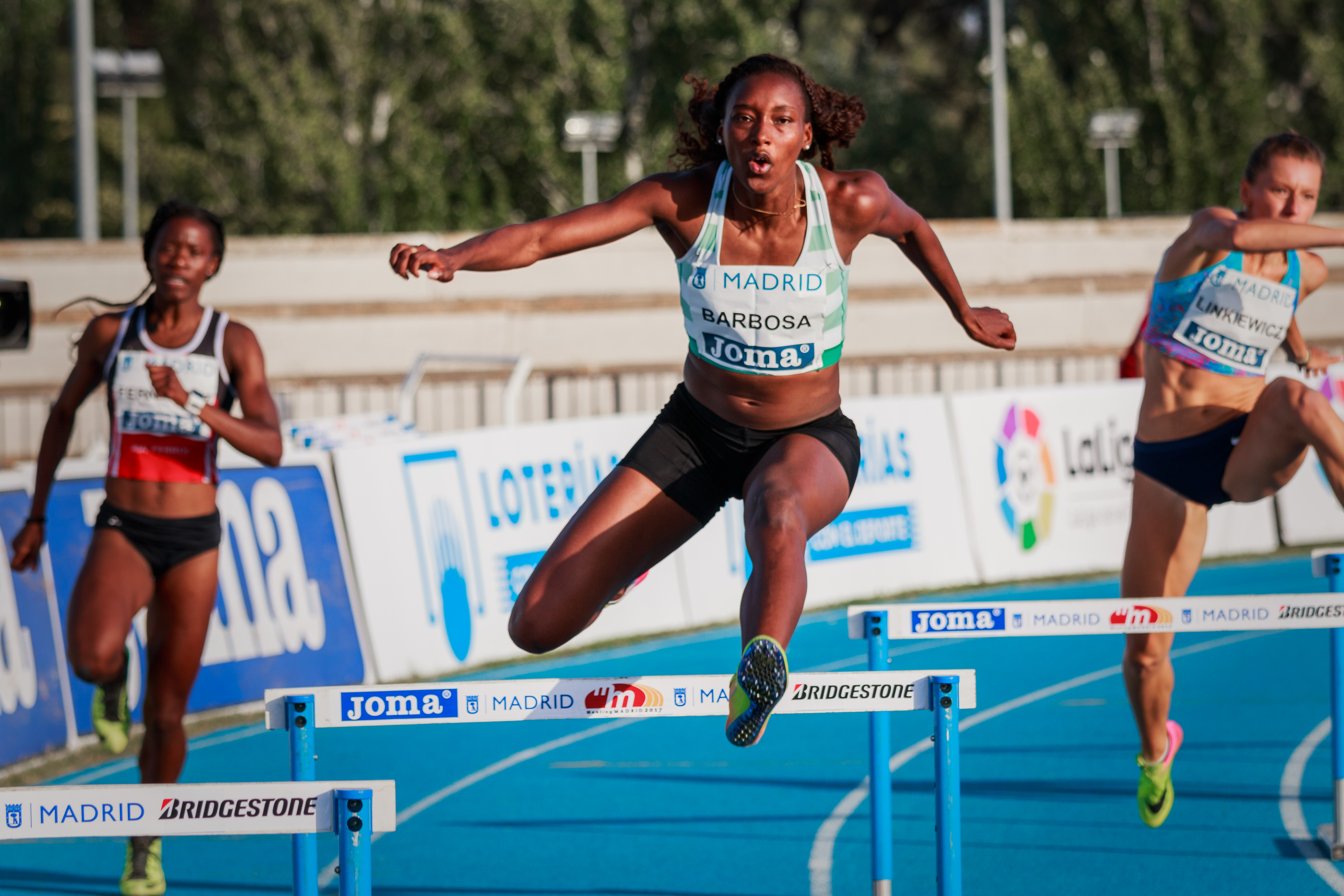
Lauren Boden (Mitte) – ausgeschieden als Achte des ersten Halbfinals

6. August 2012, 20:15 Uhr
Die Australierin Lauren Boden wurde zunächst disqualifiziert, das Schiedsgericht nahm diese Entscheidung jedoch anschließend zurück, sodass sie als Achte gewertet wurde.
| Platz | Name             | Nation     | Zeit (s) |
| ----- | ---------------- | ---------- | -------- |
| 1     | Natalja Antjuch  | Russland   | 53,33    |
| 2     | Zuzana Hejnová   | Tschechien | 53,62    |
| 3     | T'erea Brown     | USA        | 54,21    |
| 4     | Élodie Ouédraogo | Belgien    | 55,20    |
| 5     | Nickiesha Wilson | Jamaika    | 55,77    |
| 6     | Hayat Lambarki   | Marokko    | 56,18    |
| 7     | Vera Barbosa     | Portugal   | 56,27    |
| 8     | Lauren Boden     | Australien | 56,66    |

### Lauf 2
6. August 2012, 20:23 Uhr
| Platz | Name                 | Nation         | Zeit (s) | Anmerkung |
| ----- | -------------------- | -------------- | -------- | --------- |
| 1     | Lashinda Demus       | USA            | 54,08    |           |
| 2     | Kaliese Spencer      | Jamaika        | 54,20    |           |
| 3     | Perri Shakes-Drayton | Großbritannien | 55,19    |           |
| 4     | Anna Jaroschtschuk   | Ukraine        | 55,51    |           |
| 5     | Sara Slott Petersen  | Dänemark       | 56,21    |           |
| 6     | Anna Jesień          | Polen          | 56,28    |           |
| 7     | Sarah Wells          | Kanada         | 56,71    |           |
| DOP   | Irina Dawydowa       | Russland       | 55,86    | [ 5 ]     |

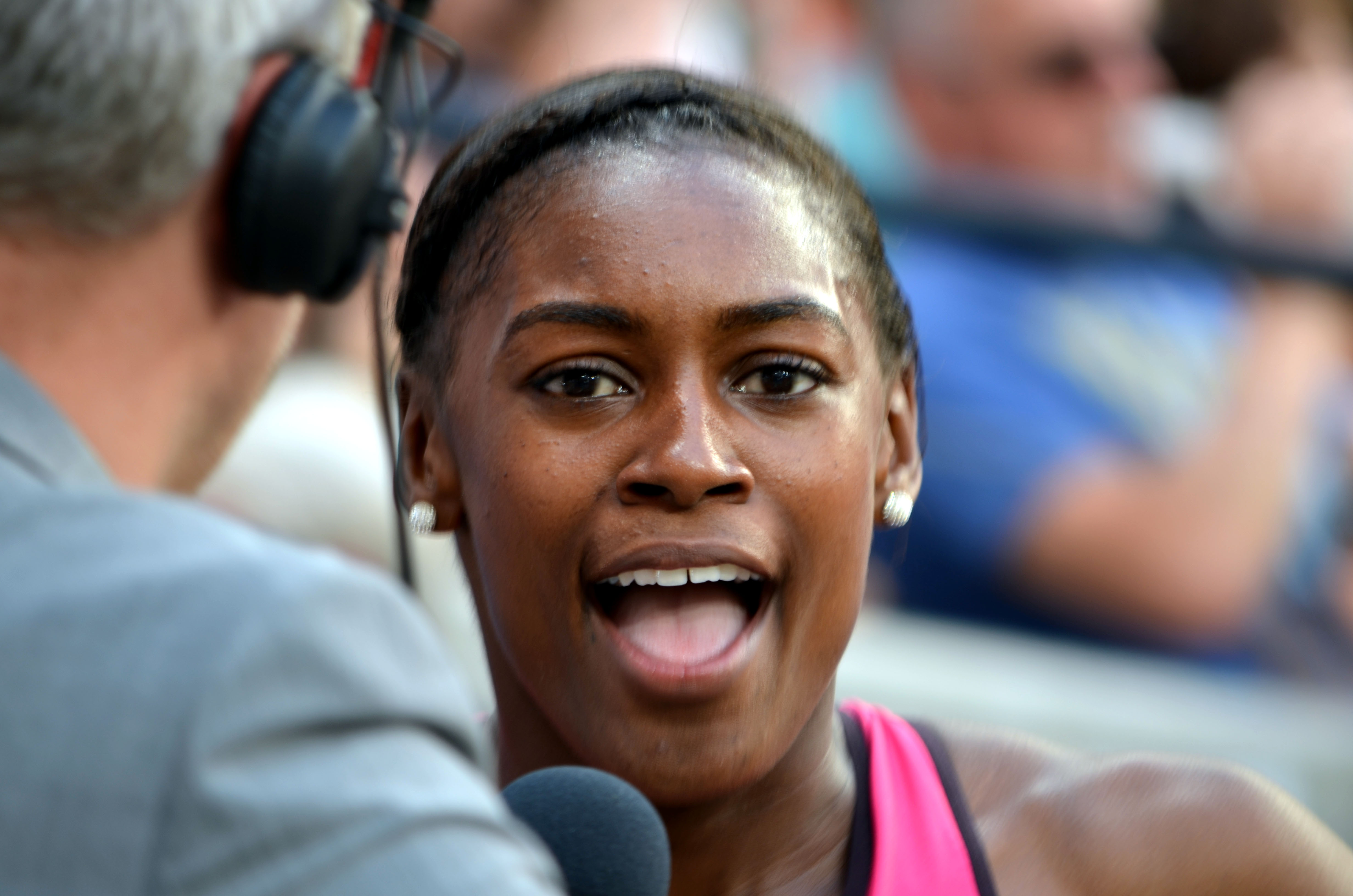
Perri Shakes-Drayton – ausgeschieden als Dritte des ersten Halbfinals

Weitere im ersten Halbfinale ausgeschiedene Hürdenläuferinnen:

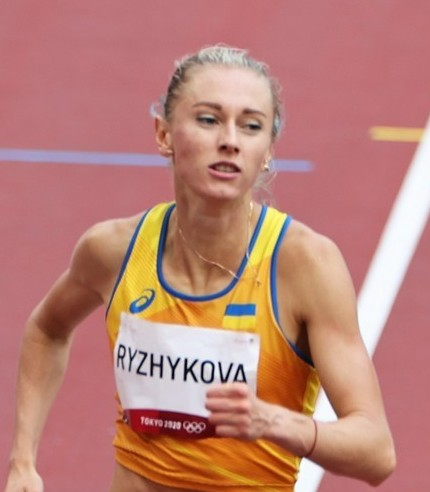
Hanna Jaroschtschuk (spätere Hanna Ryschykowa) – Rang vier
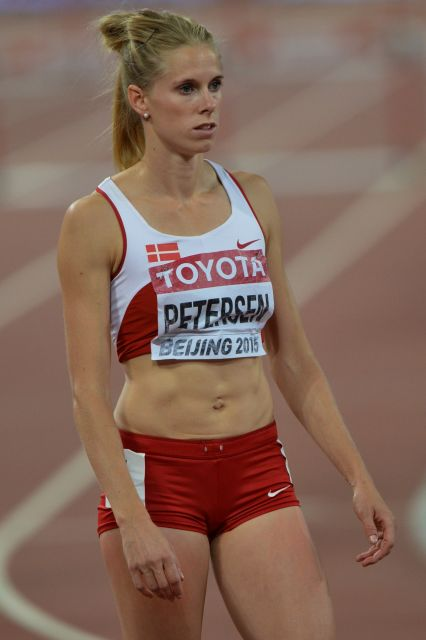
Sara Slott Petersen – Rang fünf
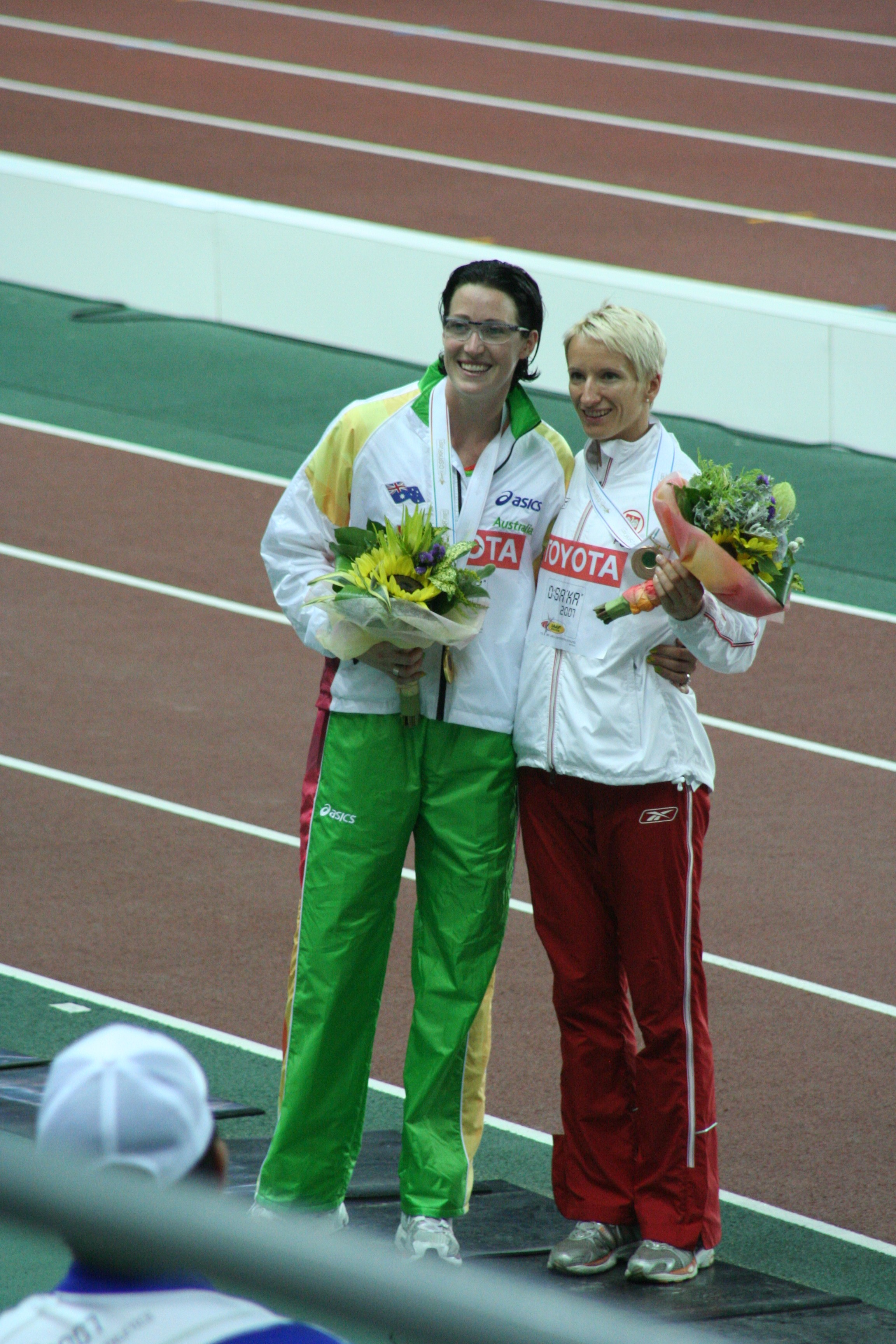
Anna Jesień (rechts) – Rang sechs
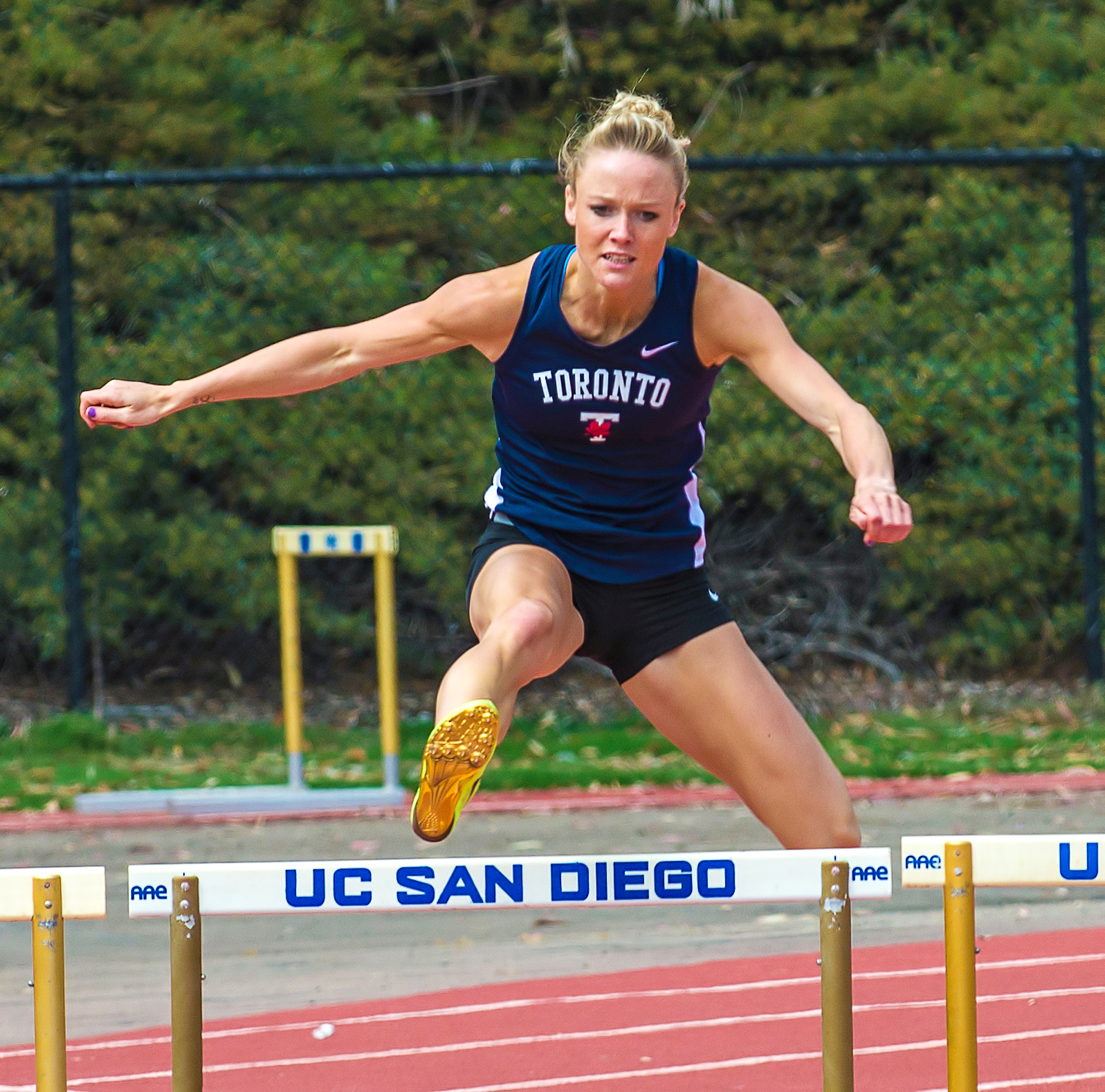
Sarah Wells – Rang sieben
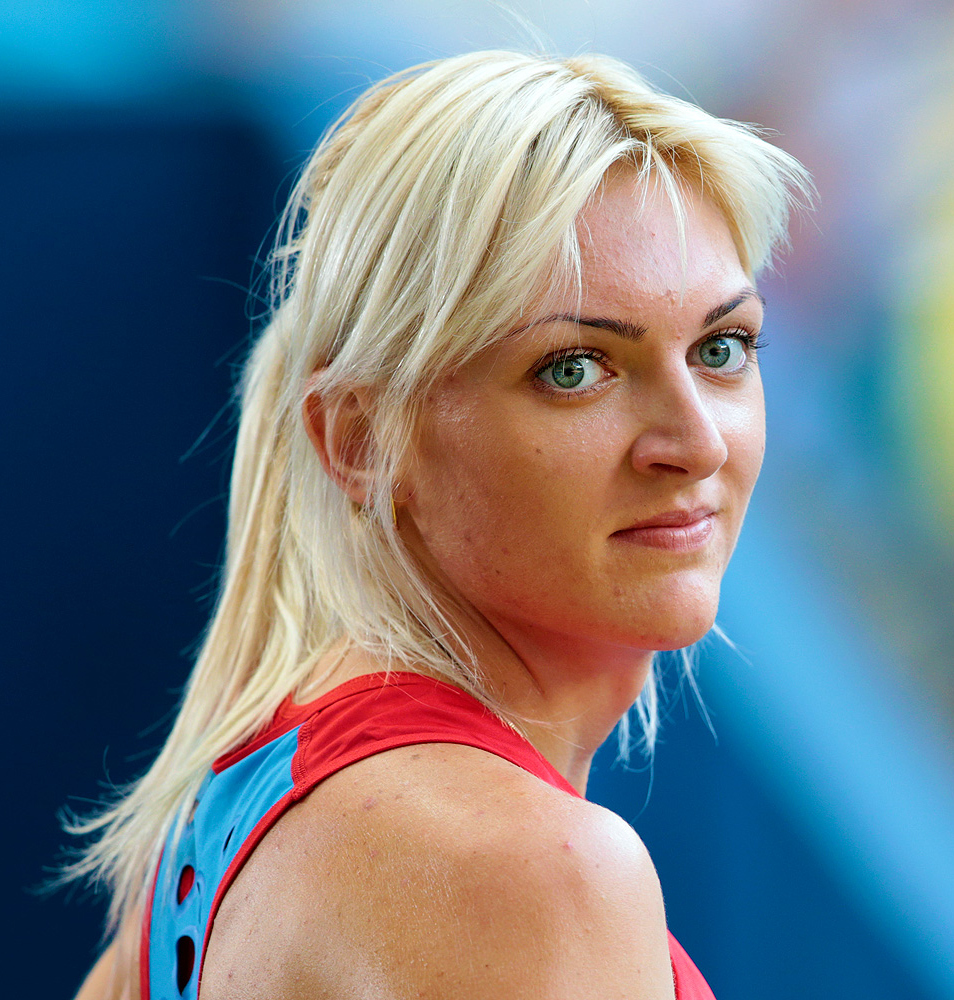
Irina Dawydowa – gedopt und disqualifiziert

### Lauf 3
6. August 2012, 20:31 Uhr

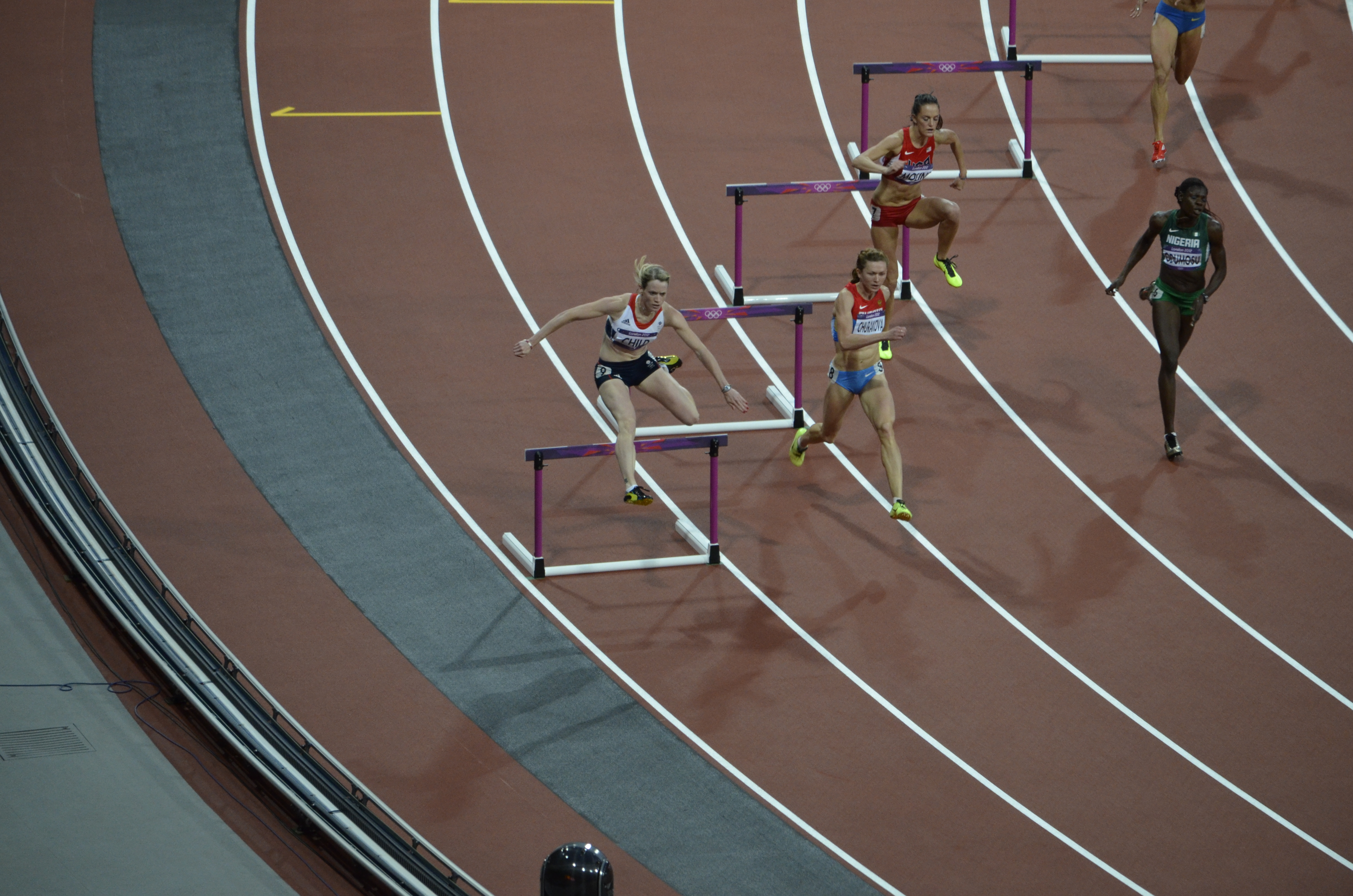
Szene aus dem dritten Halbfinale (v. l. n. r.):
Eilidh Child, Jelena Tschurakowa, Georganne Moline, Muizat Ajoke Odumosu
oben rechts am Bildrand: Hanna Titimez

Die Tschechin Denisa Rosolová und die Ukrainerin Hanna Titimez wurden zunächst disqualifiziert, das Schiedsgericht nahm diese Entscheidung jedoch anschließend zurück.
| Platz | Name                 | Nation         | Zeit (s) | Anmerkung |
| ----- | -------------------- | -------------- | -------- | --------- |
| 1     | Muizat Ajoke Odumosu | Nigeria        | 54,40    | NR        |
| 2     | Georganne Moline     | USA            | 54,74    |           |
| 3     | Denisa Rosolová      | Tschechien     | 54,87    |           |
| 4     | Jelena Tschurakowa   | Russland       | 55,70    |           |
| 5     | Melaine Walker       | Jamaika        | 55,74    |           |
| 6     | Eilidh Child         | Großbritannien | 56,03    |           |
| 7     | Satomi Kubokura      | Japan          | 56,25    |           |
| DOP   | Hanna Titimez        | Ukraine        | 55,10    | [ 4 ]     |

Im dritten Halbfinale ausgeschiedene Hürdenläuferinnen:

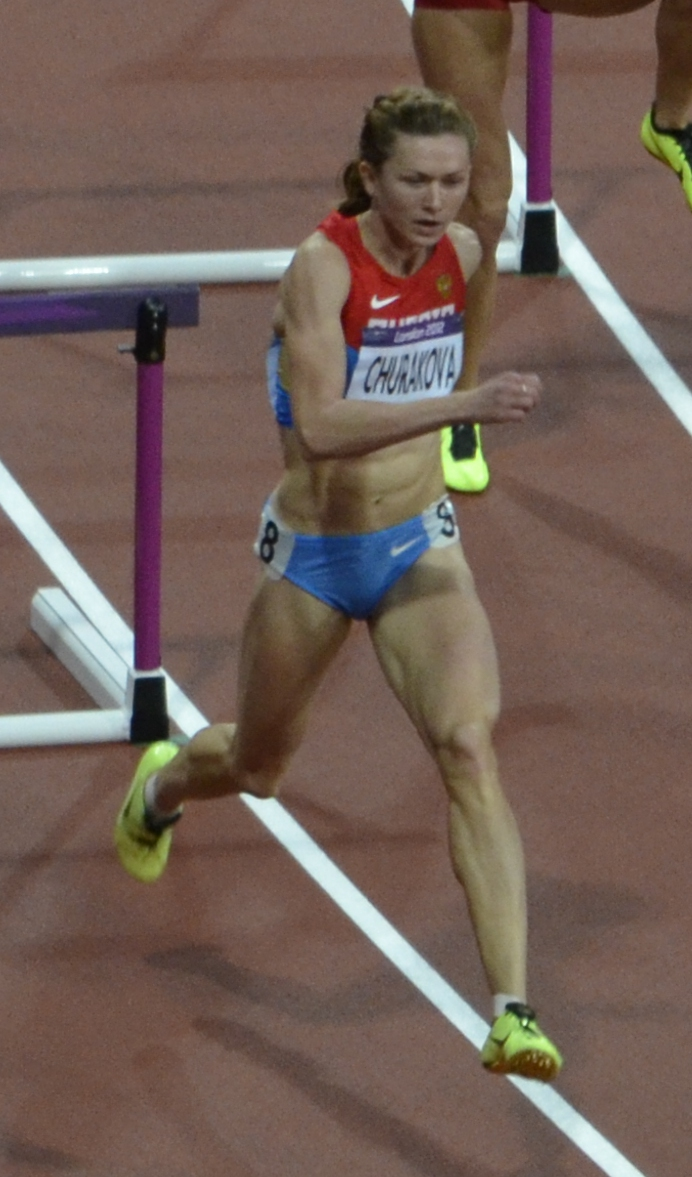
Jelena Tschurakowa – Rang vier
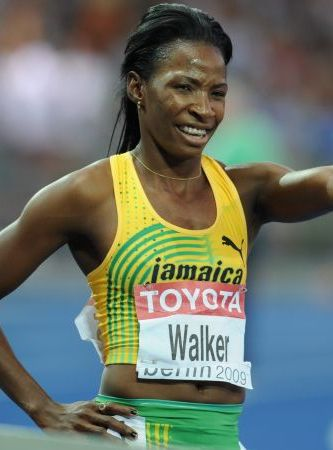
Melaine Walker – Rang fünf
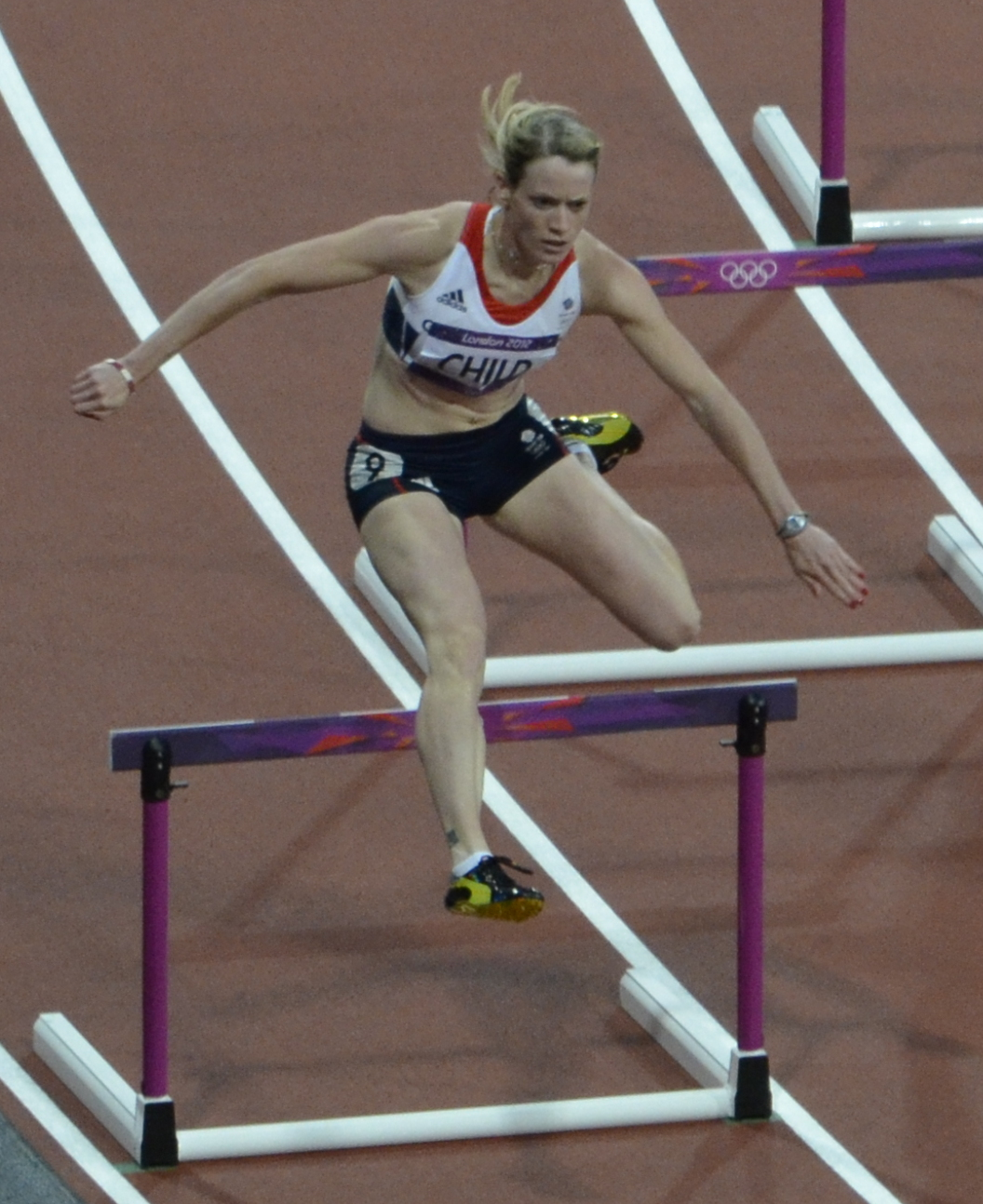
Eilidh Child – Rang sechs
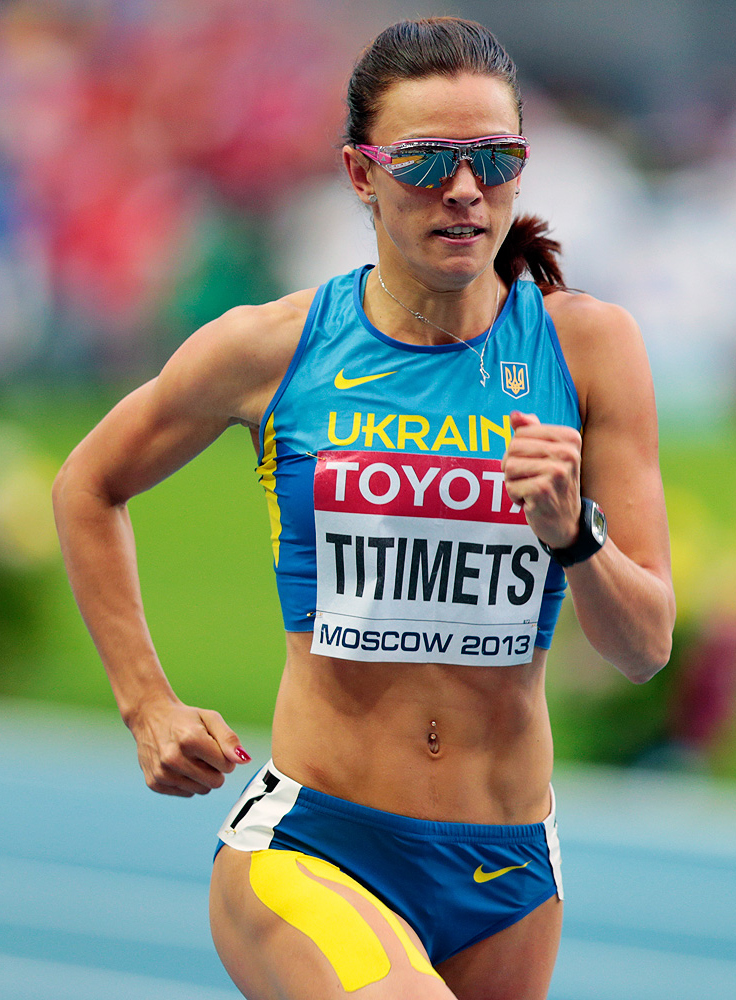
Hanna Titimez – gedopt und disqualifiziert

## Finale
8. August 2012, 20:45 Uhr
| Platz | Name                 | Nation     | Zeit (s)        |
| ----- | -------------------- | ---------- | --------------- |
| 1     | Lashinda Demus       | USA        | 52,77           |
| 2     | Zuzana Hejnová       | Tschechien | 53,38           |
| 3     | Kaliese Spencer      | Jamaika    | 53,66           |
| 4     | Georganne Moline     | USA        | 53,92           |
| 5     | T'erea Brown         | USA        | 55,07           |
| 6     | Denisa Rosolová      | Tschechien | 55,27           |
| 7     | Muizat Ajoke Odumosu | Nigeria    | 55,31           |
| DOP   | Natalja Antjuch      | Russland   | disqualifiziert |

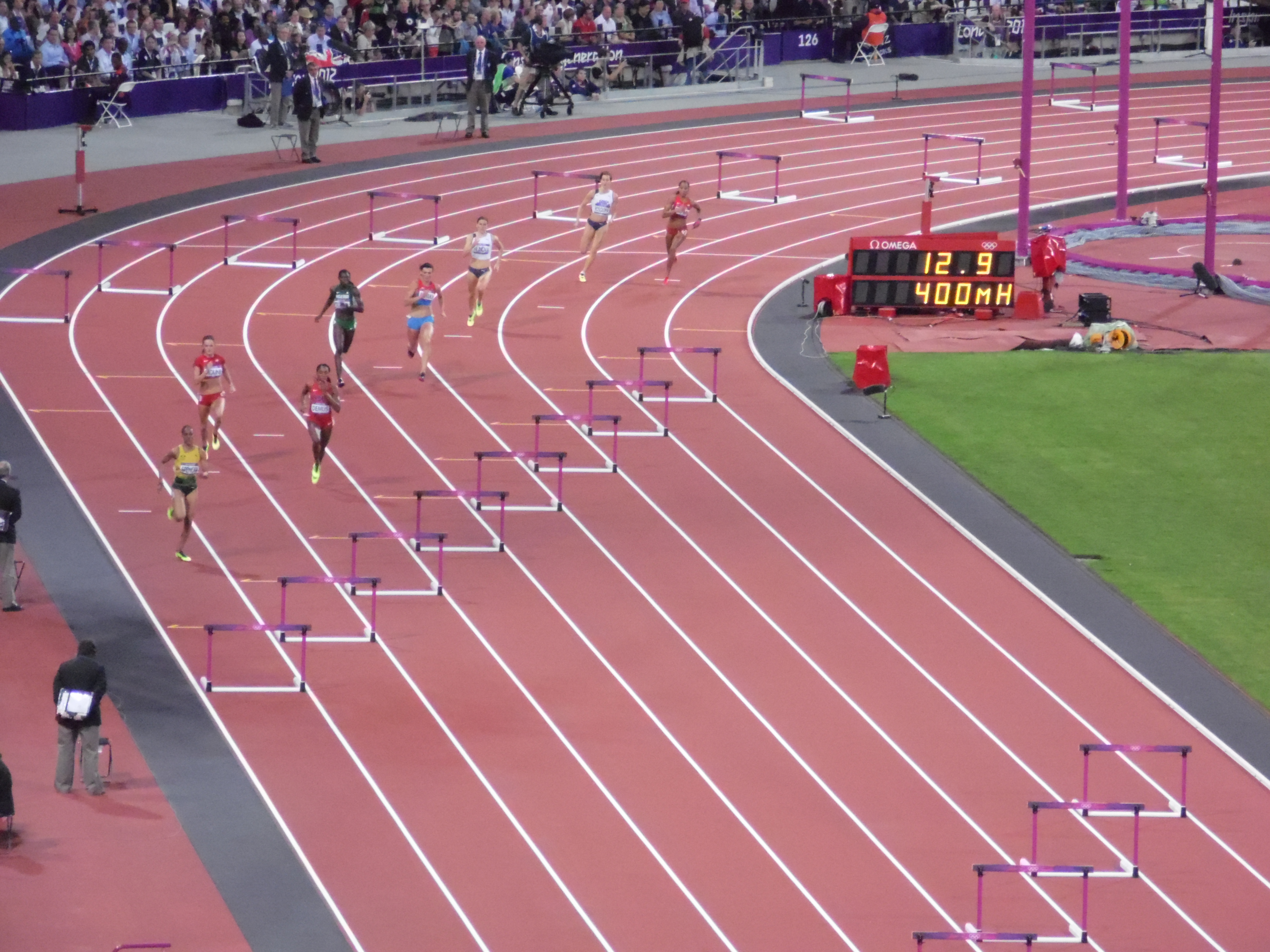
Am Ende der Startkurve war noch alles offen:
T'erea Brown (Bahn 2, rechts), Denisa Rosolová (B. 3), Zuzana Hejnová (B. 4), Natalja Antjuch (B. 5), Muizat Ajoke Odumosu (B. 6), Lashinda Demus (B. 7), Georganne Moline (B. 8), Kaliese Spencer (B. 9)

Für das Finale hatten sich alle drei US-Athletinnen qualifiziert. Hinzu kamen zwei Tschechinnen und je eine Teilnehmerin aus Jamaika, Nigeria und Russland.
Die amtierende Weltmeisterin Lashinda Demus aus den USA war die Favoritin, nachdem die Olympiasiegerin von 2008 Melaine Walker aus Jamaika im Halbfinale gescheitert war. Dort war auch die hoch eingeschätzte Russin Irina Dawydowa ausgeschieden, die hier noch als Europameisterin galt, diesen Titel sowie die hier in London erzielten Resultate jedoch aberkannt bekam, weil die gedopt hatte – siehe Abschnitt "Doping" oben. Deren Mannschaftskameradin Natalja Antjuch, die vor diesen Spielen die in der Olympiasaison schnellste Zeit erzielt hatte, galt als eine der stärksten Konkurrentinnen der US-Athletin.
Demus lag nach den ersten fünf Hürden in Führung vor Antjuch. Doch die Russin schob sich vor der neunten Hürde an die Spitze. Demus konnte das Tempo von Antjuch zwar mitgehen, kam aber nicht mehr an ihr vorbei. Über eine halbe Sekunde hinter Demus gewann die Tschechin Zuzana Hejnová als Dritte im Ziel die Bronzemedaille vor der Jamaikanerin Kaliese Spencer. Dahinter liefen die beiden US-Amerikanerinnen Georganne Moline und T'erea Brown auf die Ränge fünf und sechs. 10 Jahre später wurde die Siegerin Antjuch wegen Doping disqualifiziert und die restlichen Teilnehmerinnen rückten einen Rang nach vorne.
Zuzana Hejnová gelang der erste Medaillengewinn für Tschechien in dieser Disziplin.

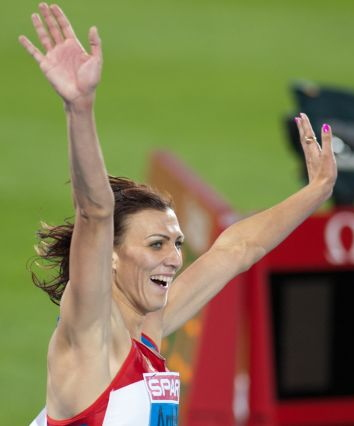
Olympiasiegerin: Natalja Antjuch
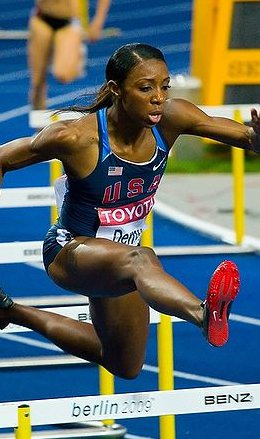
Silbermedaille: Lashinda Demus
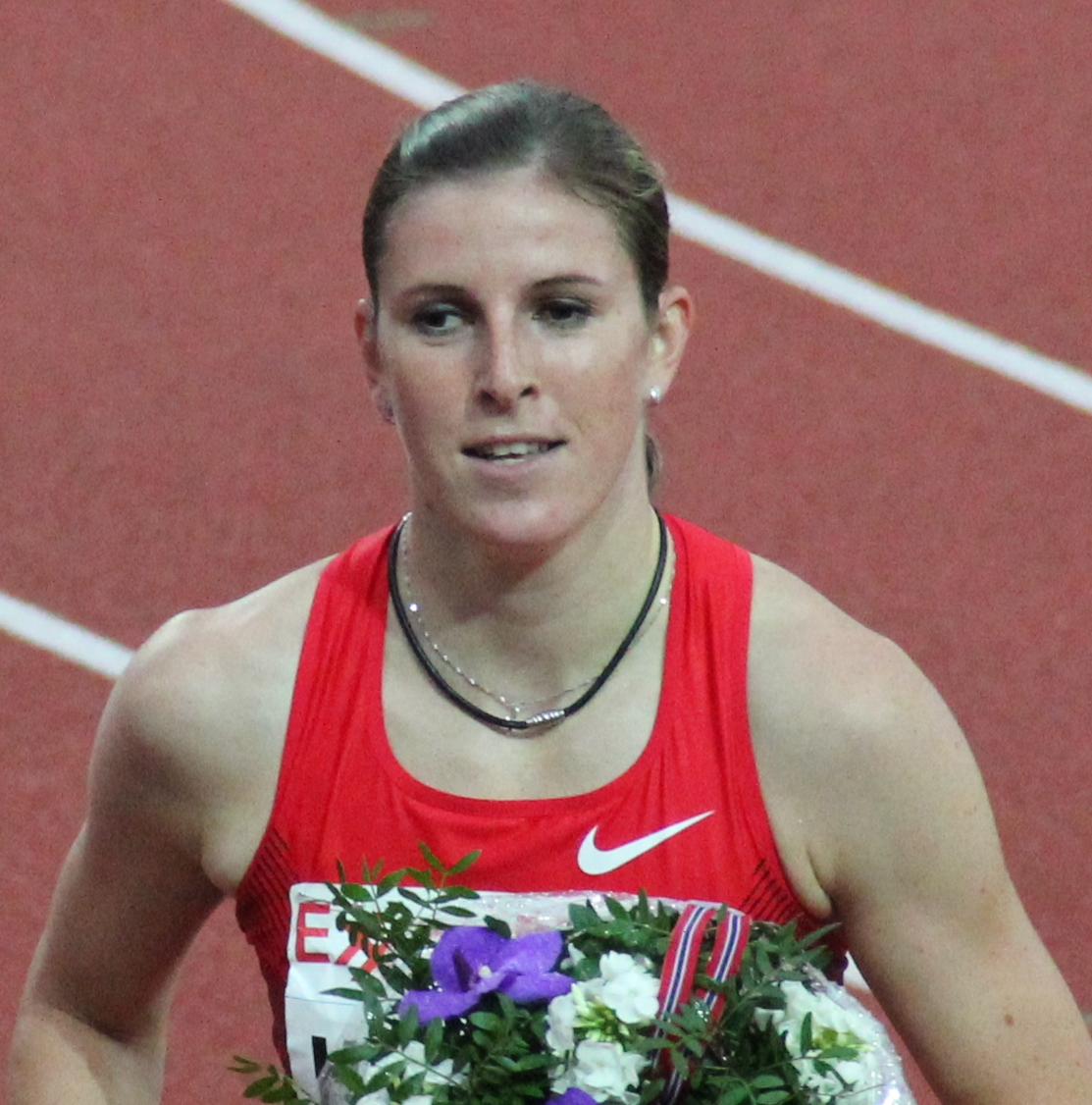
Bronzemedaille: Zuzana Hejnová

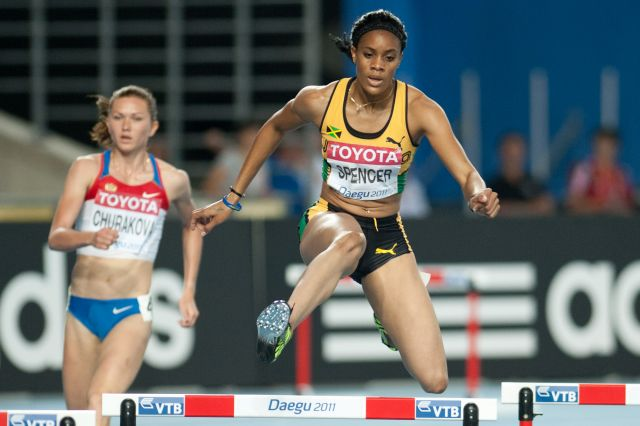
Kaliese Spencer kam auf Rang vier
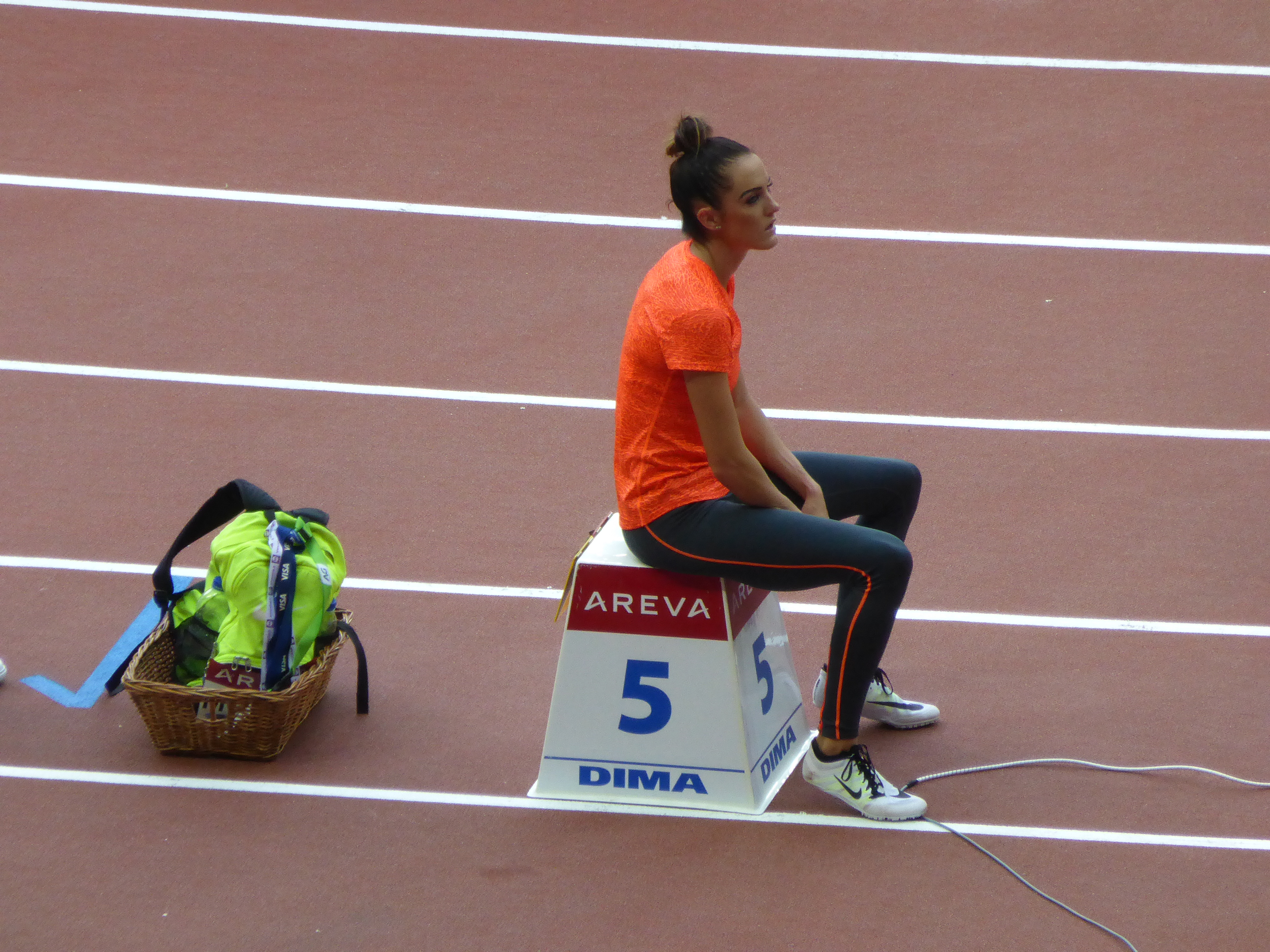
Die Olympiafünfte Georganne Moline
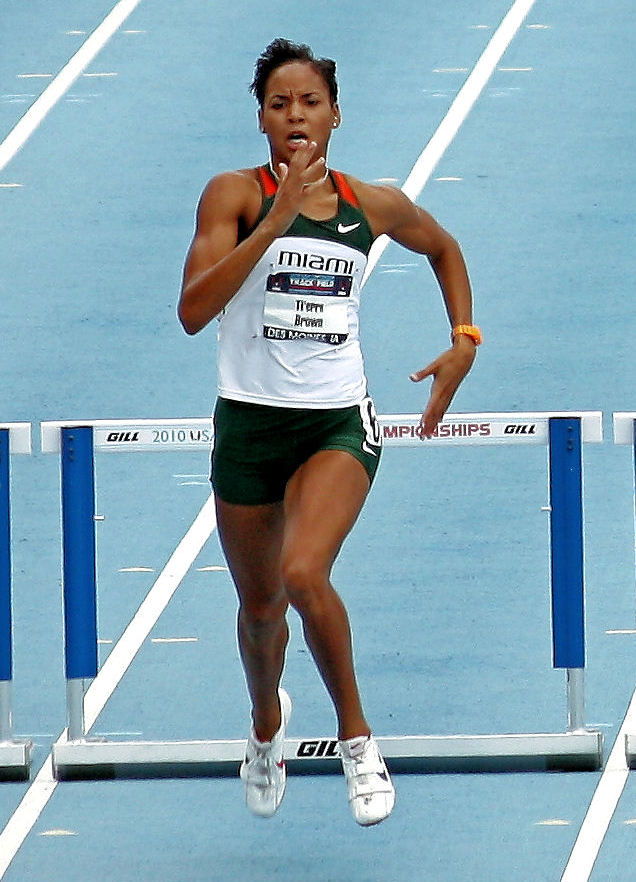
T'erea Brown belegte den sechsten Platz
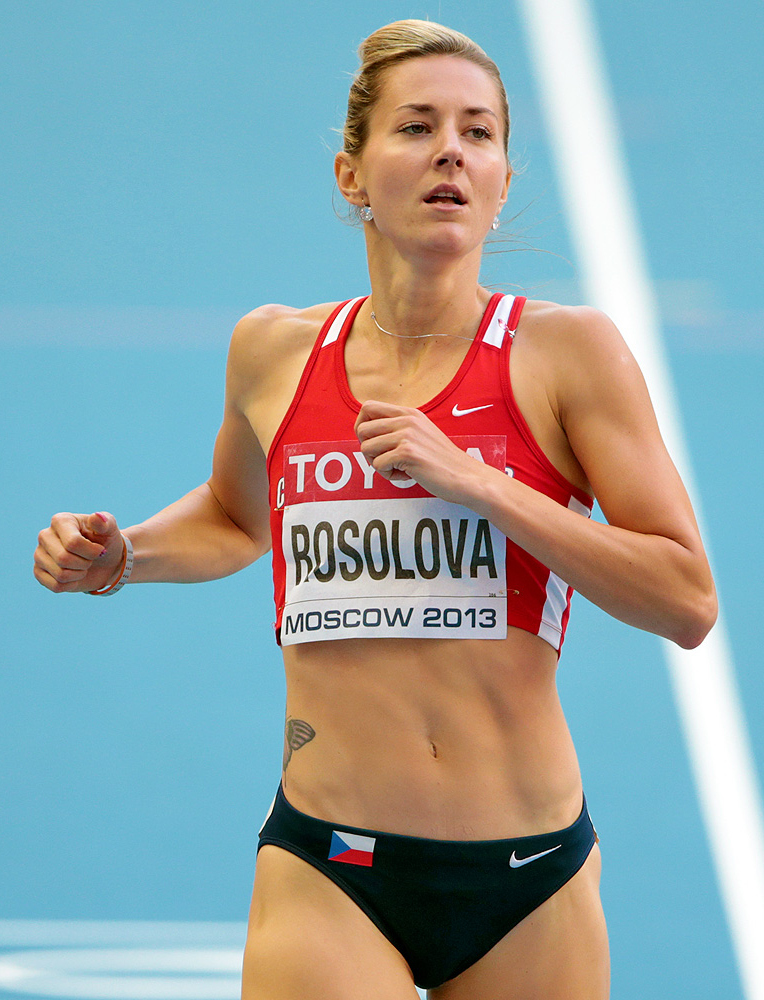
Denisa Rosolová wurde Olympiasiebte
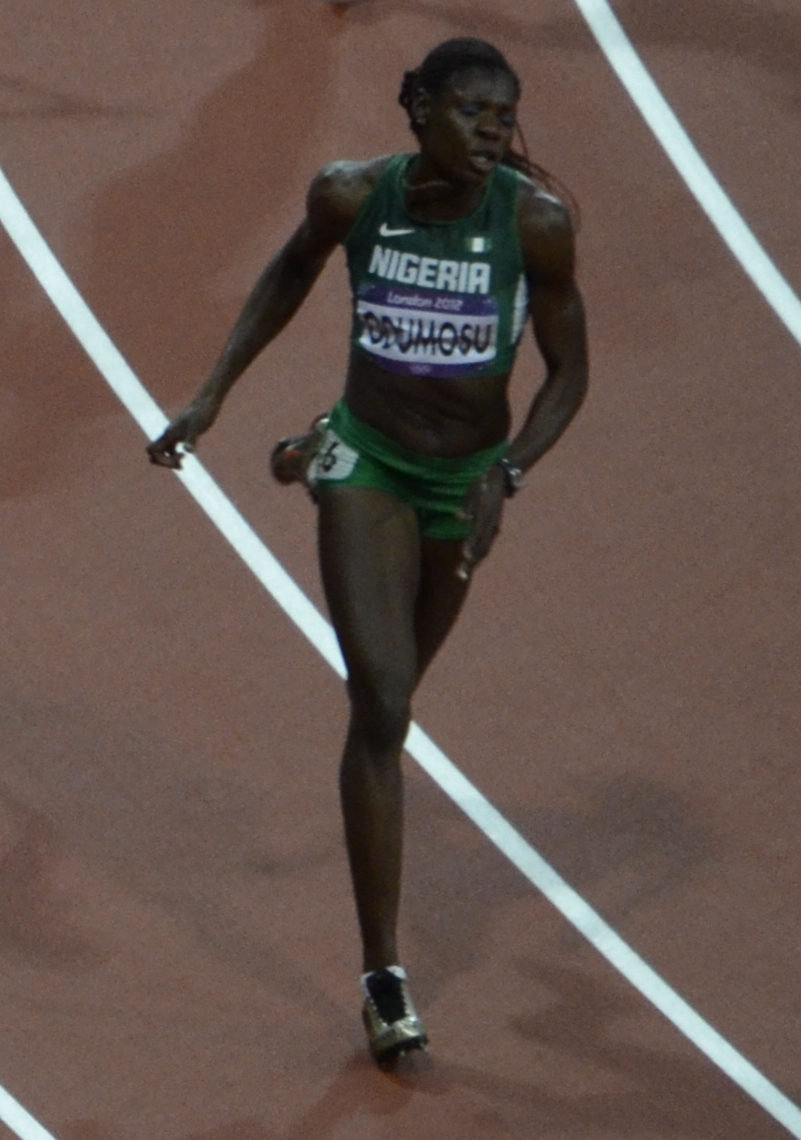
Muizat Ajoke Odumosu kam als Achte ins Ziel

## Videolinks
- 400m Hurdles - Women's Full Heats - London 2012 Olympics, youtube.com, abgerufen am 16. April 2022
- Athletics Women's 400m Hurdles Final – Highlights, London 2012 Olympics, youtube.com, abgerufen am 16. April 2022
- Natalya Antyukh (RUS) Wins 400m Hurdles Gold - London 2012 Olympics, youtube.com, abgerufen am 16. April 2022